# پوربا (استان اشوی‌داشکسیه)
پوربا (به لهستانی: Poręba) یک منطقهٔ مسکونی در لهستان است که در گمینا گنوینو واقع شده‌است.